# 李赫宰
李赫宰（韓語：이혁재，1973年7月5日—）是出生於韓國仁川廣域市的一名喜劇演員。他畢業於仁荷大學機械工程系，1999年在MBC正式出道，2004年在KBS奪得《KBS演藝大賞》大賞。在KBS2綜藝節目Sponge中他被稱為Dr.Lee（닥터 리）。

## 綜藝節目
- 2002年 SBS 《美麗的星期天》（뷰티풀 선데이）
- 2003年 KBS 《자유선언 토요대작전》
- 2003年 SBS 《좋은 친구들》
- 2004年 KBS 《꿈의 피라미드》
- 2004年 KBS 《일요일은 101%》
- 2004年 MTV 《파티왕》
- 2004年 KBS2 《Sponge（朝鲜语：스펀지 (텔레비전 프로그램)）》
- 2004年 KBS 《明星金鐘》
- 2004年 KBS 《快樂星期天－즐거운 일요일》
- 2006年 SBS 《星期天真好－X-Man》
- 2006年 MBC 《행복주식회사 만원의 행복》
- XTM 《고》（Go）
- 2006年 《슈퍼코리언》
- 2007年 MBC 《부전자전》
- 2007年 SBS 《일요일이 좋다 - 하자 고》
- 2007年 MBC 《도전 예의지왕》
- 2008年 SBS 《미스터리 특공대》
- 2008年 KBS 《로드쇼 퀴즈원정대（朝鲜语：로드쇼 퀴즈원정대）》
- 2008年 MBC every1 《기상천외! 묻지마 선수단》
- 2009年 EBS 《생방송 60분 부모》(중도하차)
- 2009年 MBC 《개그야（朝鲜语：개그야）》
- 2011年 OBS 京仁TV 《갱생버라이어티 하바나（朝鲜语：갱생버라이어티 하바나）》

## 電視劇
- 2002年 SBS 《野人時代》
- 2003年 KBS 《달려라 울엄마（朝鲜语：달려라 울엄마）》
- 2007年 SBS 《8월에 내리는 눈》

## 電影
- 2004年 《슈퍼스타 감사용（朝鲜语：슈퍼스타 감사용）》
- 2004年 《兩個傢伙》（투 가이즈）
- 2006年 《誰和她同床了？》（누가 그녀와 잤을까?）飾演 猞猁

## 獎項
- 2004年 《KBS演藝大賞》－大賞

## 外部連結
- 官方网站 